# Dandong
Dandong (丹东S, DāndōngP) è una città-prefettura della Cina nella provincia del Liaoning. Possiede numerose industrie del legno, della carta, tessili e alimentari.
È una città di confine tra Cina e Corea del Nord, situata sul delta del fiume Yalu e messa in comunicazione con la città coreana di Sinŭiju attraverso il Ponte dell'Amicizia sino-coreana.